# Георги Долапчиев (офицер)
Вижте пояснителната страница за други личности с името Георги Долапчиев.
Георги Ненчов Долапчиев е български военен деец, полковник, участник в Сръбско-българската (1885), Балканските (1912 – 1913) и Първата световна война (1915 – 1918), когато командва последователно 1-ви пехотен софийски полк (1915 – 1916) и 18-и пехотен етърски полк (1916 – 1918).

## Биография
Георги Долапчиев е роден е на 27 януари 1867 г. в Сливен, Османска империя. През 1883 година постъпва във Военно на Негово Княжеско Височество училище, като при избухването на Сръбско-българската война (1885) взема участие в нея. На 27 април 1887 година завършва в 8-и випуск на Военното училище, произведен е в чин подпоручик и зачислен в 8-и пеши приморски полк. Служи като ротен командир в 11-и пехотен сливенски полк.
През Балканската война (1912 – 1913) командва 1-ва дружина от 21-ви пехотен средногорски полк, след което и дружина от 11-и пехотен сливенски полк.
По време на Първата световна война (1915 – 1918) Георги Долапчиев командва 1-ви пехотен софийски полк (1915 – 1916), а от 19 март 1916 до 7 юни 1917 – 18-и пехотен етърски полк. По-късно служи като инспектор на главното тилово управление и след края на войната преминава в запаса (1918).
Георги Долапчиев е женен и има 5 деца.
Полковник Георги Долапчиев умира на 28 януари 1930. Погребан е в София.

## Военни звания
- Подпоручик (27 април 1887)
- Поручик (18 юни 1890)
- Капитан (2 август 1895)
- Майор (1906)
- Подполковник (22 септември 1912)
- Полковник (1 октомври 1915)

## Награди
- Орден „За заслуга“ (1895)
- Княжески орден „Св. Александър“ V степен (1900)
- Знак „За 20 години отлична служба“ (1907)
- Военен орден „За храброст“ IV степен, 2 клас (1913)
- Царски орден „Св. Александър“ IV степен (1914)

### Чуждестранни
- Орден „Св. Анна“ III степен, Руска империя (1902)
- Орден „Железен полумесец“, Османска империя (1918)